# Melitón Porras Díaz
Melitón Porras Díaz (Lima, 1826 - Barranco, 1906) fue un médico y político peruano, que fue alcalde de Lima en 1880. Fue padre de Melitón F. Porras Osores y abuelo de Raúl Porras Barrenechea.

## Datos biográficos
Hijo de Santiago Porras y María Díaz; los Porras eran originarios de Cajamarca. En Lima ejerció el oficio de flebótomo o vacunador y se enriqueció como agiotista. En 1880 fue elegido alcalde de Lima. Eran los días de la guerra con Chile y ante la amenaza de una invasión enemiga a la capital, el 23 de febrero inició solemnemente los trabajos de fortificación de la ciudad en unión de varios centenares de voluntarios, principalmente bomberos y artesanos, cavando una zanja al pie del cerro San Bartolomé. Algunos meses después renunció a la alcaldía para incorporarse a la reserva, en la que también se alistaron sus hijos, entre ellos Melitón F. El teniente alcalde Rufino Torrico asumió el gobierno municipal.
Tras la ocupación de Lima por el ejército chileno, se encargó de la dirección del hospital de sangre establecido en el Palacio de la Exposición. Retirado a la vida privada, falleció bien avanzado el siglo XX.

## Descendencia
Casado con Virginia Osores Valera (hija de Manuel Antonio Osores y Josefa Valera Carrera), fue padre de Guillermo, Clotilde Virginia, Raúl, María E., Germán, Arístides, Melitón F., Laura e Ignacio Porras Osores.
Su hijo Melitón F. Porras Osores (1860-1944) fue Ministro de Relaciones Exteriores del Perú en cuatro oportunidades: 1895, 1898-1899, 1908-1910 y 1919-1920.
Otro de sus hijos, Guillermo Porras Osores, se casó con Juana Barrenechea Raygada y fue padre de Raúl Porras Barrenechea, ilustre intelectual peruano, que destacó como historiador, diplomático, catedrático de la Universidad de San Marcos, llegando a ser ministro de Relaciones Exteriores de 1958 a 1960. Guillermo Porras murió en un duelo.
Entre sus descendientes se encuentran también los banqueros Augusto Wiese de Osma y Guillermo Wiese de Osma, así como también la artista plástica Verónica Wiese Miró Quesada y Susana de la Puente Wiese, economista y ex embajadora del Perú en el Reino Unido.
| Predecesor: Manuel María del Valle Alcalde Metropolitano | Alcalde Metropolitano de Lima 1880 | Sucesor: Rufino Torrico Alcalde Metropolitano |